# Johnny Servoz-Gavin

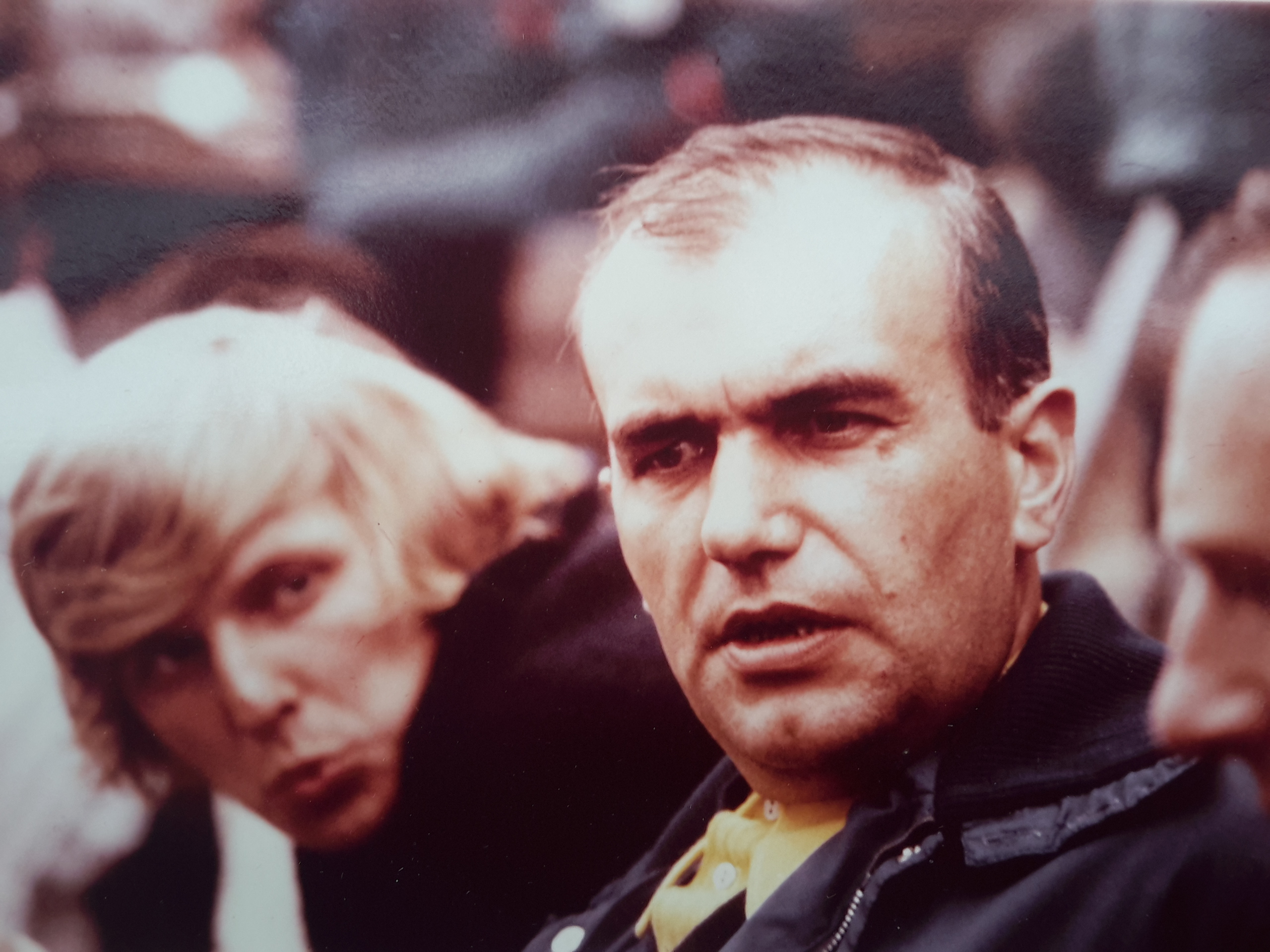
Servoz-Gavin y Georges Martin fotografiados juntos en 1969

Georges-Francis "Johnny" Servoz-Gavin (Grenoble, Francia, 18 de enero de 1942-Grenoble, 29 de mayo de 2006) fue un piloto de automovilismo francés.
Fue campeón de Fórmula 3 Francesa en 1966 y campeón de Fórmula 2 Europea en 1969.
En Fórmula 1, debutó en 1967 con Matra y se retiró en 1970 con Tyrrell. Consiguió clasificarse en 12 de los 13 Grandes Premios que disputó, consiguiendo un podio en 1968, en el Autódromo de Monza. Logró en total 9 puntos.
Corrió 4 ediciones consecutivas de las 24 Horas de Le Mans, también con Matra, sin acabar en ninguna.
Murió el 18 de enero de 2006 debido a una embolia pulmonar, a los 64 años de edad.

## Resultados

### Fórmula 1
(Clave) (negrita indica pole position) (cursiva indica vuelta rápida)

| 1967        | Matra Sports                | RSA     | MON Ret | NED     | BEL | FRA | GBR     | GER     | CAN | ITA   | USA     | MEX   |         |     | NC  | 0 |
| 1968        | Matra International         | RSA     | ESP     | MON Ret | BEL | NED |         |         |     | ITA 2 | CAN Ret | USA   | MEX Ret |     | 13º | 6 |
| 1968        | Cooper Car Company          |         |         |         |     |     | FRA Ret | GBR     | GER |       |         |       |         |     | 13º | 6 |
| 1969        | Matra International         | RSA     | ESP     | MON     | NED | FRA | GBR     | GER Ret | ITA | CAN 6 | USA NC  | MEX 8 |         |     | 17º | 1 |
| 1970        | Tyrrell Racing Organisation | RSA Ret | ESP 5   | MON DNQ | BEL | NED | FRA     | GBR     | GER | AUT   | ITA     | CAN   | USA     | MEX | 20º | 2 |
| Referencia: |                             |         |         |         |     |     |         |         |     |       |         |       |         |     |     |   |

### Sport Prototipos
| Fecha           | Carrera                      | Relevo               | Coche                | Posición |
| --------------- | ---------------------------- | -------------------- | -------------------- | -------- |
| Abril 1966      | 1000 km de Monza             | Jean-Pierre Jaussaud | Matra MS 620 BRM     | Ab       |
| Mayo 1966       | 1000 km de Spa-Francorchamps | Alan Rees            | Matra MS 620 BRM     | Ab       |
| Junio 1966      | 24 Horas de Le Mans          | Jean-Pierre Beltoise | Matra MS 620 BRM     | Ab       |
| Octubre 1966    | 1000 km de París             | Jean-Pierre Beltoise | Matra MS 620 BRM     | Ab       |
| Junio 1967      | 24 Horas de Le Mans          | Jean-Pierre Beltoise | Matra MS 630 BRM     | Ab       |
| Octubre 1967    | 1000 km de París             | Jean-Pierre Jaussaud | Matra MS 620 BRM     | 9        |
| Septiembre 1968 | 24 Horas de Le Mans          | Henri Pescarolo      | Matra MS 630 V12     | Ab       |
| Octubre 1968    | 1000 km de París             | Jean-Pierre Beltoise | Matra MS 630 V12     | Ab       |
| Febrero 1969    | 24 Horas de Daytona          | Henri Pescarolo      | Matra MS 630 M V12   | NP       |
| Abril 1969      | 1000 km de Monza             | Jean Guichet         | Matra MS 630/650 V12 | NP       |
| Junio 1969      | 24 Horas de Le Mans          | Herbert Müller       | Matra MS 630/650 V12 | Ab       |
| Julio 1969      | 6 Horas de Watkins Glen      | Pedro Rodríguez      | Matra MS 650 V12     | 4º       |
| Julio 1969      | Watkins Glen CanAm           |                      | Matra MS 650 V12     | 8º       |
| Agosto 1969     | Gran Premio de Austria       | Pedro Rodríguez      | Matra MS 650 V12     | Ab       |
| Marzo 1970      | 12 Horas de Sebring          | Henri Pescarolo      | Matra MS 650 V12     | 5º       |
| Abril 1970      | 1 000 km de Brands Hatch     | Henri Pescarolo      | Matra MS 650 V12     | Ab       |
| Abril 1970      | 1000 km de Monza             | Henri Pescarolo      | Matra MS 650 V12     | 6º       |

### Fórmula 3
| Fecha           | Carrera                         | Escudería    | Coche                | Posición |
| --------------- | ------------------------------- | ------------ | -------------------- | -------- |
| Julio 1965      | Circuito de Rouen-Les-Essarts   | Privada      | Brabham BT15         | 8        |
| Julio 1965      | Circuito de Magny-Cours         | Privada      | Brabham BT15         | Ab       |
| Julio 1965      | Circuito de Cognac              | Privada      | Brabham BT15         | 2        |
| Septiembre 1965 | Circuito de Montlhéry           | Privada      | Brabham BT15         | 5        |
| Septiembre 1965 | Circuit automobile d’Albi       | Privada      | Brabham BT15         | 3        |
| Octubre 1965    | Circuit automobile de Montlhéry | Privada      | Brabham BT15         | Ab       |
| Abril 1966      | Grand Prix de Pau F3            | Équipe Matra | Matra MS5 - Cosworth | NP       |
| Mayo 1966       | Circuit automobile de Montlhéry | Équipe Matra | Matra MS5 - Cosworth | Ab       |
| Junio 1966      | GP de La Châtre                 | Équipe Matra | Matra MS5 - Cosworth | Ab       |
| Julio 1966      | GP de Reims F3                  | Équipe Matra | Matra MS5 - Cosworth | Ab       |
| Julio 1966      | Circuito de Rouen-Les-Essarts   | Équipe Matra | Matra MS5 - Cosworth | 3        |
| Julio 1966      | Circuito de Magny-Cours         | Équipe Matra | Matra MS5 - Cosworth | 3        |
| Agosto 1966     | Circuito de Nogaro              | Équipe Matra | Matra MS5 - Cosworth | 2        |
| Septiembre 1966 | Circuito de Montlhéry           | Équipe Matra | Matra MS5 - Cosworth | 1        |
| Septiembre 1966 | Circuito de Montlhéry           | Équipe Matra | Matra MS5 - Cosworth | 9        |
| Septiembre 1966 | Circuit Bugatti Le Mans         | Équipe Matra | Matra MS5 - Cosworth | 1        |
| Septiembre 1966 | Circuito de Montlhéry           | Équipe Matra | Matra MS5 - Cosworth | 1        |
| Octubre 1966    | Circuito de Montlhéry           | Équipe Matra | Matra MS5 - Cosworth | 4        |
| Enero 1967      | Buenos Aires (Argentina)        | Équipe Matra | Matra MS5 - Cosworth | 4        |
| Enero 1967      | Mar del Plata (Argentina)       | Équipe Matra | Matra MS5 - Cosworth | Ab       |
| Febrero 1967    | Córdoba (Argentina)             | Équipe Matra | Matra MS5 - Cosworth | Ab       |
| Febrero 1967    | Buenos Aires (Argentina)        | Équipe Matra | Matra MS5 - Cosworth | 2        |

### Fórmula 2
| Fecha           | Carrera                                   | Escudería    | Coche                    | Posición |
| --------------- | ----------------------------------------- | ------------ | ------------------------ | -------- |
| Abril 1967      | 27e Grand Prix de Pau                     | Équipe Matra | Matra MS5 - Cosworth FVA | 6        |
| Abril 1967      | GP de Barcelona                           | Équipe Matra | Matra MS5 – Cosworth FVA | Ab       |
| Abril 1967      | Nürburgring                               | Équipe Matra | Matra MS5 – Cosworth FVA | Ab       |
| Mayo 1967       | Circuito de Zolder                        | Équipe Matra | Matra MS5 – Cosworth FVA | 10       |
| Mayo 1967       | Circuito de Crystal Palace                | Équipe Matra | Matra MS5 – Cosworth FVA | 8        |
| Junio 1967      | Circuito de Reims                         | Équipe Matra | Matra MS5 – Cosworth FVA | Ab       |
| Julio 1967      | Circuito de Rouen-Les-Essarts             | Équipe Matra | Matra MS5 – Cosworth FVA | Ab       |
| Julio 1967      | GP de Tulln-Langenlebarn (Viena, Austria) | Équipe Matra | Matra MS5 – Cosworth FVA | 8        |
| Julio 1967      | GP de Madrid (Jarama)                     | Équipe Matra | Matra MS5 – Cosworth FVA | 5        |
| Julio 1967      | GP de Zandvoort (Pays-Bas)                | Équipe Matra | Matra MS5 – Cosworth FVA | Ab       |
| Agosto 1967     | Circuito de Enna-Pergusa (Sicilia)        | Équipe Matra | Matra MS5 – Cosworth FVA | 5        |
| Septiembre 1967 | Circuito de Albí                          | Équipe Matra | Matra MS7 – Cosworth FVA | 11       |
| Octubre 1967    | Circuito de Vallelunga (Italis)           | Équipe Matra | Matra MS7 – Cosworth FVA | 3        |
| Noviembre 1967  | Gran Premio de España (Jarama)            | Équipe Matra | Matra MS7 – Cosworth FVA | 4        |
| Septiembre 1968 | Circuito de Reims                         | Équipe Matra | Matra – Cosworth         | Ab       |
| Octubre 1968    | Circuito de Albí                          | Équipe Matra | Matra – Cosworth         | 6        |
| Abril 1969      | Circuito de Thruxton (GB)                 | Équipe Matra | Matra MS7 – Cosworth     | 5        |
| Abril 1969      | Circuito de Hockenheim (Alemania)         | Équipe Matra | Matra MS7 – Cosworth     | 6        |
| Abril 1969      | 29º Gran Premio de Pau                    | Équipe Matra | Matra MS7 - Cosworth     | 4        |
| Abril 1969      | Nürburgring                               | Équipe Matra | Matra MS7 – Cosworth     | 6        |
| Mayo 1969       | GP de Madrid (Jarama)                     | Équipe Matra | Matra MS7 – Cosworth     | 4        |
| Junio 1969      | Circuito de Zolder                        | Équipe Matra | Matra MS7 – Cosworth     | Ab       |
| Junio 1969      | Circuito de Reims                         | Équipe Matra | Matra MS7 – Cosworth     | Ab       |
| Agosto 1969     | Circuito de Enna-Pergusa (Sicilia)        | Équipe Matra | Matra MS7 – Cosworth     | 1        |
| Septiembre 1969 | Circuito de Albí                          | Équipe Matra | Matra MS7 – Cosworth     | 2        |
| Octubre 1969    | Circuito de Vallelunga (Italia)           | Équipe Matra | Matra MS7 – Cosworth     | 1        |